# World Invitation Tournament 1978
Das World Invitation Tournament 1978 als inoffizielle Weltmeisterschaft im Badminton fand vom 23. bis zum 27. Februar 1978 in Hongkong statt. Es war die einzige Auflage des von der World Badminton Federation organisierten Turniers.

## Medaillengewinner
| Disziplin    | Gold                      | Silber                   | Bronze                         |
| ------------ | ------------------------- | ------------------------ | ------------------------------ |
| Herreneinzel | Chen Tianlung             | Yu Yaodong               | Yan Yujiang                    |
| Herreneinzel | Chen Tianlung             | Yu Yaodong               | Zhao Xinhua                    |
| Dameneinzel  | Liang Qiuxia              | Chen Xiuyu               | Li Fang                        |
| Dameneinzel  | Liang Qiuxia              | Chen Xiuyu               | Xie Dongping                   |
| Herrendoppel | Lin Shinchuan Tang Xianhu | Hou Jiachang Yu Yaodong  | Hassan Shaheed Tariq Wadood    |
| Herrendoppel | Lin Shinchuan Tang Xianhu | Hou Jiachang Yu Yaodong  | Kok Peng Hon Tan Eng Han       |
| Damendoppel  | Li Fang Liang Qiuxia      | Han Aiping Chen Xiuyu    | Kao Huilan Xie Dongping        |
| Damendoppel  | Li Fang Liang Qiuxia      | Han Aiping Chen Xiuyu    | Lo Waitun Li Kumwah            |
| Mixed        | Fu Han Ping Amy Chan      | Chen Tianlung Kao Huilan | Ajit Tikekar Christine Nyahoda |
| Mixed        | Fu Han Ping Amy Chan      | Chen Tianlung Kao Huilan | Tan Eng Han Leong Kay Sine     |

1. ↑  Original-Quelle eventuell mit Transkriptionsfehler
2. ↑  Original-Quelle eventuell mit Transkriptionsfehler
3. ↑  Original-Quelle eventuell mit Transkriptionsfehler

## Halbfinale
| Disziplin    | Sieger                    | Finalist                       | Ergebnis     |
| ------------ | ------------------------- | ------------------------------ | ------------ |
| Herreneinzel | Yu Yaodong                | Zhao Xinhua                    | 15–13, 15–3  |
| Herreneinzel | Chen Tianlung             | Yan Yujiang                    | 15–11 ret.   |
| Dameneinzel  | Liang Qiuxia              | Li Fang                        | 11–6, 11–6   |
| Dameneinzel  | Chen Xiuyu                | Xie Dongping                   | 11–2, 11–2   |
| Herrendoppel | Hou Jiachang Yu Yaodong   | Hassan Shaheed Tariq Wadood    | 15–6, 15–4   |
| Herrendoppel | Lin Shinchuan Tang Xianhu | Kok Peng Hon Tan Eng Han       | 15–6, 15–7   |
| Damendoppel  | Li Fang Liang Qiuxia      | Lo Waitun Li Kumwah            | 15–3, 15–5   |
| Damendoppel  | Han Aiping Chen Xiuyu     | Kao Huilan Xie Dongping        | 17–14, 15–6  |
| Mixed        | Chen Tianlung Kao Huilan  | Ajit Tikekar Christine Nyahoda | w.o.         |
| Mixed        | Fu Han Ping Amy Chan      | Tan Eng Han Leong Kay Sine     | 15–10, 15–12 |

## Finale
| Disziplin    | Sieger                    | Finalist                 | Ergebnis          |
| ------------ | ------------------------- | ------------------------ | ----------------- |
| Herreneinzel | Chen Tianlung             | Yu Yaodong               | 18–13, 15–8       |
| Dameneinzel  | Liang Qiuxia              | Chen Xiuyu               | 10–12, 11–8, 11–2 |
| Herrendoppel | Lin Shinchuan Tang Xianhu | Hou Jiachang Yu Yaodong  | 15–7, 15–1        |
| Damendoppel  | Li Fang Liang Qiuxia      | Han Aiping Chen Xiuyu    | 15–5, 15–7        |
| Mixed        | Fu Han Ping Amy Chan      | Chen Tianlung Kao Huilan | 18–15, 15–11      |